# Deltobotys galba
Deltobotys galba là một loài bướm đêm trong họ Crambidae.